# Transaktionsanalys
Transaktionsanalys (TA) är en kommunikationsteori, personlighetsteori och en psykoterapimetod. 
Transaktionsanlysen grundades av den kanadensiskfödde psykiatrikern Eric Berne (1910 – 1970), som började utveckla de grundläggande teorierna under 1950-talet. Transaktionsanalys räknas till de s.k. humanistiska psykoterapierna.I Sverige representeras TA av Svenska Transaktionsanalytiska Föreningen (STAF). I Sverige räknas transaktionsanalys som en alternativ behandlingsmetod och utbildningen är inte legitimerande.
Transaktionsanalysen används inom områden som psykoterapi, utbildning och organisationsutveckling.

## Transaktionsanalysens filosofi
Transaktionsanalysen utgår från följande grundläggande antaganden:
- Människor är OK vilket innebär att alla människor har ett grundläggande människovärde som varken kan förminskas eller förstoras av deras handlingar. Även när våra handlingar är onda förblir vårt människovärde ograverat. Människor föds inte onda, men kan utveckla onda karaktärsdrag som en följd av negativa upplevelser. Den innersta goda kärnan förblir alltid tillgänglig och är den yttersta resursen i förändringsarbetet.

- Varje människa har förmågan att tänka och lösa problem. Detta gäller även för människor med utvecklingsstörning. Vi tänker och löser problem utifrån våra egna förutsättningar och detta är alltid en värdefull förmåga.

- Varje människa har en fri vilja. Genom att människan inte bara är det som hon har blivit utifrån sin genetiska kod och sina livserfarenheter, utan också har förmågan att tänka och reflektera över det som hon är, kan hon besluta sig för olika handlingar, tankar och känslor. De tidiga beslut som barnet tar, som ett gensvar på sin tidiga miljö får ofta livsavgörande konsekvenser på gott och ont. Sådana beslut blir ofta omedvetna när vi vuxit upp, men fortsätter att styra oss. Genom att de en gång har beslutats av oss, kan man dock även ändra dessa beslut.

- Varje människa är värd erkännande för att hon existerar.

## Kontraktuell metod
Det är grundläggande för transaktionsanalytiker att alltid arbeta efter ett avtal med klienten (vare sig det är en person eller en organisation). Detta avtal kallas för kontrakt. Kontraktet är inte nödvändigtvis ett skrivet papper, men det är alltid ett avtal mellan transaktionsanalytikern och klienten som specificerar vilket mål man har med samarbetet. I en psykoterapi kan målet vara sådant som "att lära mig att lita på människor", "att känna mig glad istället för deprimerad" m.m. Kontraktet ska vanligen uttryckas med ett konkret språk och undvika tekniska termer. Det måste också uttrycka ett verkligt samförstånd mellan klienten och transaktionsanalytikern.
Man bör också komma överens om hur man kan veta när kontraktsmålet har uppnåtts (utvärdering). Även annat som till exempel behandlingsmetoder, kostnader m.m. kan specificeras i kontraktet (d.v.s. uttalas och överenskommas).
Eric Bernes beskrev kontraktet som ett uttalat ömsesidigt åtagande av en tydlig handlingsinriktning.

## Målsättningen för transaktionsanalytikern
Målet för transaktionsanalytikern är klientens autonomi, alltså dennes självbestämmande och personliga frihet. Eric Berne ansåg att autonomin typiskt visade sig som tre specifika egenskaper:
- spontanitet - att kunna välja sina handlingar, tankar och känslor fritt utifrån det man själv vill. Motsatsen innebär att man blir "fångad" i obehagliga känslor, upplever att man "måste" handla på ett visst sätt o.s.v.

- medvetenhet - att kunna uppleva verkligheten här-och-nu på ens eget vis, inte som man blivit lärd att uppleva den, eller utifrån gamla sätt att uppleva.

- intimitet - förmågan att uppleva närhet i relationer till andra människor här-och-nu. Intimitet avser inte här i första hand sexuellt umgänge, utan mänsklig närhet.

Dessa mål kan avse en person, men kan också tillämpas på en organisation. Organisationen kan till exempel ge utrymme för dessa egenskaper hos medarbetarna.

## Grundläggande idéer inom transaktionsanalysen
- Livsmanuskriptet - en omedveten livsplan som man har skapat under barndomen för att anpassa sig till familjemedlemmarna och till andra levnadsbetingelser.
- Skriptsystemet (Favoritkänslosystemet) - ett system som förvränger tankar, känslor och beteenden så att de passar in i livsmanuskriptet. Systemet är också självförstärkande.
- Psykologiska Spel - sätten man samspelar med andra och som man lärt in under barndomen och sedan upprepar med olika människor.
- Jagtillstånd - olika sammanhängande system av tankar, känslor och beteendemönster som sammanfattas i begreppen Vuxen, Förälder och Barn
- Kommunikationsanalys - den minsta enheten för kommunikation som inte bara består av talat språk utan också kroppsspråk.
- Behovet av uppmärksamhet
- Nedvärderingar - att göra någonting mindre, eller mindre betydelsefullt än vad det verkligen är.
- Personlig förmåga

## Examinationer och behörighet inom transaktionsanalysen
När man har genomgått en officiell introduktionskurs i transaktionsanalys ( en s.k. 101-kurs) kan man bli en Regular member i en TA-organisation (till exempel STAF). Detta ger dock inga speciella rättigheter att utöva någon verksamhet i namn av transaktionsanalys.  
De internationella TA organisationernas examinationsorganisationer examinerar transaktionsanalytiker inom de 4 verksamhetsfälten (se ovan). När man tagit examen på grundnivå, vilket vanligen tar 5-8 år får man kalla sig för Transaktionsanalytiker, eller transaktionsanalytiker, nivå 1.
1 år efter denna examen kan man gå en tredagars evaluering (TEW=training endorsement workshop) där ens förmåga att undervisa och handleda evalueras. Om förmågan bedöms som otillräcklig får man vissa förlägganden som ska uppfyllas. Därefter kan man göra kontrakt om att ta sin examen som handledare och/eller utbildare inom något av de fyra verksamhetsfälten (där man har en grundexamen). Man får då kalla sig: PTSTA (provisional teaching and supervising transactional analyst) och har provisoriskt rätt att undervisa och handleda i TA, fram till dess att man tar sin examen, nivå 2, som ger full behörighet till detta.  
Den sista examensnivå till utbildare och/eller handledare tar ofta 6-8 år ytterligare att genomföra. Man får då kalla sig. Transaktionsanalytiker nivå 2 med behörighet att utbilda och/eller handleda med tillägget av vilket verksamhetsfält som det gäller. Internationellt benämns man TSTA (teaching and supervising transactional analyst) med tillägg av verksamhetsfält som behörigheten gäller inom (TSTA-P, TSTA-C, TSTA-O eller TSTA-E). Vissa tar endast sin högre examen som antingen utbildare eller handledare och kan då till exempel kallas TTA-E (teaching transactional analyst - education).

## Transaktionsanalysen i världen
Transaktionsanalysen representeras internationellt av International Transactional Analysis Association (ITAA) och i Europa av European Association for Transactional Analyssis (EATA).
Transaktionsanalysen uppstod ju i USA där den nådde kultstatus under 1960-talet. Sedan dess har teorin gradvis spritts över världen. Idag är TA sedan länge på tillbakagång i USA, samtidigt som teorin expanderar nästan explosionsartat i Europa. Ett resultat av detta är att den europeiska TA-föreningen EATA nu är större än den internationella (ITAA).
EATA är en viktig aktör i den inflytelserika europeiska psykoterapiorganisationen EAP. I många länder är TA legitimationsgrundande som teori (dock ej i Sverige) och flera europeiska universitet erbjuder till exempel masters-utbildningar i TA.
De viktigaste forumen för EATA:s och ITAA:s medlemmar är de konferenser som hålls på olika håll i världen.

## Transaktionsanalysen i Sverige
TA kom till Sverige under 1970-talet. Teorin användes en del inom organisationsutveckling och arbetsliv, men blev mest populär inom missbruksvården, där den ofta kombinerades med inslag av gestaltterapi. Denna kombination användes bl.a. inom de behandlingshem som växte upp med i bl.a. Vallmotorp utanför Katrineholm. TA i missbruksvård är dock inte särskilt vanligt internationellt. Förmodligen berodde det på att det var en nisch som var ganska "ledig", samt att TA:s förmåga att adressera så många olika nivåer – beteende, kommunikation och inre dynamik gjorde att den var användbar, liksom att den var funktionell när det gällde att arbeta med utagerande människor.
I början fanns det många entusiaster, men väldigt få som var utbildade. Under åren har det kommit till många utbildade transaktionsanalytiker.

### Böcker av Eric Berne
- Transactional Analysis in Psychotherapy (1961);
- Structure and Dynamics of Organizations and Groups (1963);
- Games People Play (1964);
- Principles Group Treatment (1966)
- Sex in Human Loving (1970); and
- What Do You Say After You Say Hello (1971).

### TA-böcker på svenska
- Bylund & Kristiansen (2005).SAMSPEL -  Arbetslivets psykologi i transaktionsanalytiskt perspektiv.
- Sandström, S (1986) Introduktion i transaktionsanalys.
- Sandström, S., Åhnby L., Kvarnlöf, T. och Bergström, H. (1999) Transaktionsanalys –vid närmare eftertanke, Mullsjö: ITU AB.
- Stewart, I., & Joines, V. (2007) Transaktionsanalysens grunder - en ny introduktion. Falköping: TAiF Lasse Åhnby.
- Ohlsson, T, Björk, A. & Johnsson, R. (1992). Transaktionsanalytisk psykoterapi. Lund: Studentlitteratur
- Ohlsson, T. (2001). TA i missbruksarbete - Transaktionsanalytisk psykoterapi som behandlingsmetod för drogmissbrukare i miljöterapeutisk vård. Lund: Lunds universitet, institutionen för psykologi.
- Björkstrand, Nils-Olav (1980). Transaktionsanalysen och dess tillämpning i kyrklig verksamhet. Skrifter / Institutionen för Praktisk teologi vid Åbo Akademi (23).